# 石森則和
石森 則和（いしもり のりかず、1966年（昭和41年）10月12日 - ）は、文化放送 コミュニケーションデザイン局報道スポーツセンター記者、パーソナリティー、アナウンサー。元FMぐんまアナウンサー。

## 来歴
静岡県浜松市（旧・浜名郡可美村）出身。
祖父から小さなトランジスタ・ラジオを貰ったことと、中部地方のローカル・ラジオ局にはカリスマ的存在のDJが数多く存在し、少年少女に絶大な人気を誇っていたことから、ラジオ番組のファンとなる。
元々、ピアノ、コントラバス、ギターなどを小学生の頃から練習していたが、浜松北高入学後に、友人に自主制作映画のテーマ曲の作詞作曲を依頼され、これをきっかけにポプコンに出場するなど、音楽活動を本格化する。
後に担当する番組「直球ラジオ　どまんなか」内では、「本当はミュージシャンになって、ラジオ番組を持ちたかったが、いきなりDJになってしまった」と話していた。同時にジャズ・フュージョン系のバンドでもベーシストとして活動する。このバンドは2007年に再結成され、ライブが行われている。
亜細亜大学に進学し、放送研究会に所属。アナウンス部長を務める傍ら、ミニFM局やカフェバー内のブースなどで、DJとして活動。

### FMぐんま入社
大学卒業後「FMぐんま」に、アナウンサー兼報道記者として入社。
入社とほぼ同時に、朝のワイド番組「FMフレッシュモーニング」のパーソナリティーに抜擢される。番組内の「いせや ふれあいリクエスト」というコーナーで、はじけたｓされる。

### 直球ラジオ どまんなか!
昼の2時間ワイド「直球ラジオ どまんなか!」を立ち上げ、ローカル放送局らしからぬ、多彩な企画を展開する。
「世間的には評価が高くなくても長年世の中に貢献している人や、時にはリスナーからの依頼があった人物」などを「勝手に」表彰する「表彰天国」などのコーナーや、オープン・スタジオであることを利用して、様々なパフォーマーやアーティストと競演を繰り広げた。
番組のエンディングテーマとして、ホリプロの協力で制作したCD、（「DOMADOMA」名義）「ラムネ色の空」が話題になる。限定的なリリースながら、レンタルCD店やCD販売店に問い合わせや注文が相次いだ。 
なお、この「DOMADOMA」は現在でも活動を続け、文化放送関連のイベントで、ライブを行っている。「ラムネ色の空」については、文化放送の番組に、リクエストが届いたりしている。
音楽は沢山かかるが「ラジオは知らない世界や音楽を教えてくれるもの」という主義を貫き、リクエストには応じなかった。
芥川賞作家の絲山秋子は、この番組の熱烈なリスナーであり、番組への投稿の常連であった。

### 愛は空を飛ぶ
同じ時期に立ち上げた「愛は空を飛ぶ！」でも、事情で、結婚式をあげていないベテラン夫婦に、本物の式をサプライズで挙げさせるレギュラーコーナーなどを企画、日曜夕方に高聴取率を獲得する。

### ミュージシャンとの親交
各番組に出演したアーティストと意気投合することが多く今でも親交のあるアーティストは多い。
特にスターダストレビューの根本要とは、長い付き合いがあり、石森記者が文化放送で番組を担当した際にもコメントを寄せたり、声の出演をしていたりする。

### フリーアナウンサー時代
32歳の時に、FMぐんまを退社。当時、押阪忍が社長を務めていたSOプロモーションに所属して、フリーに転身。
これを機に、ドキュメンタリーやバラエティー、CMのナレーション、アテレコ、ドラマなどのテレビ出演なども開始。天皇即位10周年の記念式典の司会も務めている。
その後、TOKYO FMで、契約アナウンサー、プロ野球レポーター、報道デスクなどの活動を経て、文化放送専属の記者兼、契約アナウンサーとなる。

### 文化放送報道記者
フリーランスの時代から、既に記者として活動していたが、2008年4月からは文化放送に採用され、現在に至る。
2007年5月には、病気療養中の政治ジャーナリスト　角谷浩一のピンチヒッターとして、「ニュース・パレード」のキャスターを務めている。
2006年11月には「駐車監視員制度についてのレポート」が「ニュース・パレード賞」の「優秀賞」を受賞した。また、2008年にも、記者として取材した「秋葉原無差別殺傷事件」の報道が「優秀賞」を受賞している。 
また「アメリカ軍によるアフガニスタン攻撃開始」「北朝鮮のミサイル発射」などの報道特番でも、キャスターを務めている。
2010年5月には、沖縄のアメリカ軍・普天間基地の移設問題を現地に滞在して、集中的に取材。本土では伝えられない県民の本音を中心に、各番組で、現地からの生レポートを行った。
2011年の東日本大震災の際に各被災地に滞在して取材、以来、毎年「被災地の真実」と題した特別番組を制作するなど震災報道に取り組む。
なお、同局報道制作部は、2010年12月1日付で、編成局スポーツ部と統合。報道スポーツセンターとなり、石森も同日付で所属となっている。2012年より政治担当キャップ。
報道部記者の一員として取材を担当した2019年放送の「文化放送報道スペシャル・戦争はあった」は「第46回放送文化基金優秀賞」を受賞、
2020年にチーフ記者として制作した「文化放送 戦後75年スペシャル 封印された真実～軍属ラジオ」は「第58回ギャラクシー賞（ラジオ部門）」で大賞を受賞している。

### 文化放送でのパーソナリティー
記者としての採用であるが、番組のパーソナリティーを担当することもある。
2008年4月から6月まで、文化放送で、毎週火曜日深夜1時から放送された「懸賞TVプレゼンツ　懸賞伝説GIRLS　PARTY」にレギュラー出演。グラビアアイドルやモデルの石井めぐる、木口亜矢、星野加奈、尾形沙耶香と共演し「恋愛の教師」 という役柄で番組を進行。
2008年9月12日、2009年1月2日、9月18日、2010年3月5日、2012年3月21日、3月28日に
文化放送の「吉田照美 ソコダイジナトコ」のピンチヒッターとして、パーソナリティーを担当している。番組名は「石森則和 ソコダイジナトコ」。
なお、2010年3月5日の回では自民党の大島理森幹事長を生放送のスタジオに招き、トークバトルを展開している。
2009年9月22日には「くにまるワイド ごぜんさま〜」のピンチヒッターとして「石森則和 ごぜんさま〜」を、石川真紀アナとのペアで担当した。
2012年3月1日には「くにまるジャパン」で、野村邦丸アナの代わりにパーソナリティーを担当している。
2008年10月24日には「則和&純子の〜できれば1時間!!」が放送される。
これは不定期のトークバラエティーで、FMぐんま時代にも一緒に番組を担当していた、文化放送の鈴木純子アナとの共演であった。これは報道色は一切無く、完全に笑いを意識したフリートークと音楽のみの構成で「第一回」とされた、この回では「ラジオ大好き」がテーマになっている。リスナーからの反響も大きかったが、今のところ「第二回」の放送予定は公表されていない。ちなみにタイトルの「できれば1時間」は「いつかは1時間番組を目指したい」という希望が込められており、実際は30分番組であった。
2009年7月からは「ニュース魂」（文化放送：日曜朝5時20分）のレギュラーパーソナリティーを担当。
この番組は過去数十年のニュースで使われた音を紹介しながらトークする番組であり、後半は本人が、フリートークで話している。
2009年10月からは「サヘル・ガーデン 今日の目 明日の芽」（文化放送：日曜朝10時、ほか）を担当。イラン人タレントのサヘル・ローズと2人で番組を進行している。イラン・イラク戦争で両親を無くし、ボランティア女性が母になってくれたというサヘルが、初のパーソナリティを務める番組である。
サヘルと石森が「サヘルガーデン」という花屋兼カフェを経営しているという設定で放送するトーク・バラエティ。話題は多岐にわたり、コメディタッチだが、イラン暮らしのことや、店の経営に関わるアドバイス、個性的な経営者や文化人中心のゲスト出演もあり、知的な側面もある。なお、この番組では石森は純粋なパーソナリティであり、報道記者であるということは一切語られていない。
2010年10月9日からは「高木美保 close to you」（文化放送：土曜朝7時半〜朝10時）のパーソナリティを、高木美保とともに担当していた。

### 音楽ユニット「DOMADOMA」
2008年8月には、音楽ユニット「DOMADOMA」のギター&ボーカルとして、文化放送本社前「サテライトプラス」「浜祭り」等で、ライブを行っている。 また、「DOMADOMA」として文化放送の番組「笑顔でおは天!!」に、楽曲「OH　HEART　TENDERNESS」を提供。これはCD化され、2010年のおは天のキャンペーンとして、抽選で、200名に、プレゼントされた。なお、この楽曲は2010年、文化放送の公式携帯サイトで、着信用にダウンロードできるようになった。

## 趣味
作詞、作曲、ライブ活動。
国内A級ライセンスを所持し、愛車はカプチーノなど。
横浜在住で、時間が許せば、鎌倉を訪れている。

## 現在出演中の番組
- ニュース・パレード
- サンデーNEWSスクランブル（日曜17:50 - 18:00、2020年4月5日 - ）

## 出演していた番組

### ラジオ
- 高木美保 close to you
- 小西克哉のなんだ? なんだ!
- チャレンジ!梶原放送局
- 蟹瀬誠一 ネクスト!
- 吉田たかよし プラス!
  - 番組内のコーナー「朝イチ情報デリバリー」月曜　NEWSデリバリーに出演（2008年3月〜2010年12月）。
- 懸賞TVプレゼンツ 懸賞伝説GIRLS PARTY
- ニュース魂
- サヘル・ガーデン 今日の目 明日の芽
- 菅野しろうのアナログ情報バラエティ しろバラ
  - 番組内のコーナー「こちら文化放送報道部 ニュース最前線」に、不定期出演。
- 吉田照美 ソコダイジナトコ
- 則和・純子の、できれば1時間!
- 文化放送ニュース（日曜19時台『キニナル』→『竹中功のアロハな気分』内、2017年10月8日 - 2020年3月29日）

（以上 文化放送）
- エモーショナルビート
- TOKYO FMニュース

（以上 TOKYO FM）
- サタデーキックオフ
- JFNニュース

（以上JFN）
- FMフレッシュモーニング
- 直球ラジオ どまんなか!
- 愛は空を飛ぶ

（以上、FMぐんま）

### テレビ
- 桑田佳祐の音楽寅さん 〜MUSIC TIGER〜 （フジテレビ）
- 学校へ行こう!
- タイガー&ドラゴン

（以上 TBS）
- 怪奇大作戦セカンドファイル
- ためしてガッテン

（以上NHK）
- WBC世界フライ級タイトルマッチ中継、内藤大助VSポンサクレック

（MXTV）ほか

### CM
スカイパーフェクTV　
東京電話 横浜ドリームランド COWCOW のほほん茶（サントリー）など多数

### DVD&CD
「船木誠勝VSヒクソン・グレイシー」 
「TOYS STYLE」 
「TOYS STYLE2」 
- タイガー&ドラゴン

「「スゴレン~学校では教えてくれない彼女の作り方」」 
（以上DVD）
「ラムネ色の空」（「どまどま」名義のCD）

### MC
- sankyoレディース2006&2007（女子ゴルフ）
- 天皇即位10周年記念式典

### 雑誌
「野性時代」8月号（2009年）
絲山秋子の新連載「しごとのはなし」第一回ゲストとして対談
そのほか「週刊プロレス」「WIND」など